# Regimen sanitatis

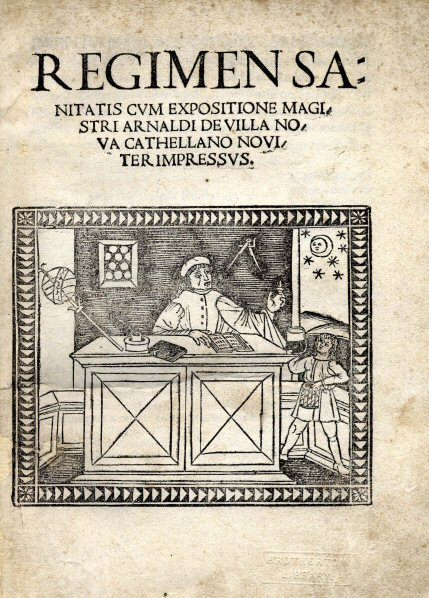
Titelblatt eines frühneuzeitlichen Drucks des Regimen sanitatis Salernitanum, Venedig 1480

Als Regimen sanitatis (deutsch „Gesundheitslehre“ oder „Gesundheitsregeln“, auch Ordnung der Gesundheit) oder Gesundheitsregimen wird eine Literaturgattung vor allem der Fachliteratur des späten Mittelalters und der Frühen Neuzeit bezeichnet, die sich vornehmlich mit der Erhaltung der Gesundheit mit Hilfe der sex res non naturales, d. h. der vom Menschen steuerbaren Verhaltensweisen und Umweltbedingungen beschäftigt. Zu den sechs diätetisch ausgerichteten res non naturales gehören die (eingeatmete) Luft (aer), das Schlafen und Wachen (somnus et vigilia), Ruhe und Bewegung (exercitium), Völle und Leere des Körpers (repletio et  evacuatio), der Gemütszustand (accidentia animae) und die Nahrung (cibus et potus). Über eine durch die Lebensführung mögliche Gestaltung der res non naturales im Sinne deren Ausgewogenheit sollten zur Erhaltung bzw. Wiederherstellung von Gesundheit die sex res naturales (Elemente, Temperamente, Leibessäfte, Hauptorgane, deren Wirkkräfte und deren Aufgaben sowie die spiritus als Funktionsvermittler) beeinflusst werden. Im Gegensatz zu den als nicht in der (konstanten) „Natur“ des Menschen liegend angesehenen sex res non naturales galten die sex res naturales als nicht durch die Änderung der Lebensweise beeinflussbar. Arabischsprachige medizinische Lehrwerke des 10. und 11. Jahrhunderts enthalten neben allgemeinen Darstellungen einer gesunden Lebensweise bereits spezielle Gesundheitsregimina für bestimmte Persongruppen wie Säuglinge, Kinder, alte Menschen, Schwangere und Reisende. Anfänge der Gesundheitsregeln finden sich in der deutschen Fachprosa seit dem 14. Jahrhundert. Die älteste auf der antik-mittelalterlichen Diätetik beruhende Gesundheitslehre für Mönche stellt das im 15. Jahrhundert verfasste Erfurter Kartäuserregimen dar. Eine Gesundheitslehre für Gelehrte entstand zwischen 1482 und 1489 durch Marsilio Ficino, und im Jahr 1502 veröffentlichte der Theologe Johann Ulrich Surgant (latinisiert Johannes Ulricus Surgant; um 1450 – 1503) in Basel sein Regimen studiosorum, eine Gesundheitslehre speziell für Studenten.

## Überlieferungsgeschichte
Zu den Überlieferungstraditionen derartiger, seit dem Frühmittelalter sich im westlichen als auch im arabisch-islamischen Raum als Handbücher mit Lebensregeln herausgebildeten Regimina  gehören die Secreta secretorum und das früher oft der Schule von Salerno zugeschriebene und als Gesundheitslehre in Versen um 1275 entstandene Regimen sanitatis Salernitanum, die 1317 durch Probst Arnold von Bamberg abgeschlossene und für Rudolf von Hohenberg verfasste Ordnung der Gesundheit, das um 1315 entstandene 'Urregimen' Konrads von Eichstätt (um 1275–1342), die anonyme, im 14. Jahrhundert entstandene und auch Versatzstücke aus dem „Urregimen“ enthaltende Regel der Gesundheit, Bearbeitungen von Heinrich Laufenberg, Maino De Maineri († 1368) und Ortolf von Baierland sowie die teilweise versifizierten Formen der Zwölfmonatsregeln (Regimen duodecim mensium). Ein neuerer Begriff ist der des Gesundheitskatechismus. Eine Blütezeit erlebten die Regimina als populärwissenschaftliche Literaturgattung am Ende des 14. Jahrhunderts mit der Entstehung der reich illustrieren Tacuina sanitatis. Auch die mittelalterlichen „Hausbücher“ gehen auf die Regimina zurück.
Von dem erwähnten Regimen (sanitatis) Salernitanum, genannt auch Flos medicinae (Salernitanae), einem von 364 (Anfang des 14. Jahrhunderts von Arnald von Villanova kommentierten) auf 3520 Verse angewachsenes Konglomerat medizinischer Merkverse, ist weder der Verfasser noch der Entstehungsort bekannt. Es wird inzwischen als pseudo-salernitanisch angesehen und nicht mehr als Produkt der Schule von Salerno zu ihrer Blütezeit im 12. Jahrhundert.

### Übersichtsdarstellungen
- Bernhard Dietrich Haage, Wolfgang Wegner: Deutsche Fachliteratur der Artes in Mittelalter und Früher Neuzeit (= Grundlagen der Germanistik 43). Schmidt, Berlin 2007, ISBN 3-503-09801-1, S. 217–222.
- Gundolf Keil: Regimen sanitatis Salernitanum, Salernitanisches Gesundheitsgedicht, Flos medicinae. In: Verfasserlexikon. 2. Auflage. Band 7 (1989), Sp. 1105–1111.
- Gundolf Keil: Regimen sanitatis Salernitanum, Regimina. In: Werner E. Gerabek, Bernhard D. Haage, Gundolf Keil, Wolfgang Wegner (Hrsg.): Enzyklopädie Medizingeschichte. De Gruyter, Berlin / New York 2005, ISBN 3-11-015714-4, S. 1224–1226.
- Gundolf Keil: ‘regimen sanitatis – râtes leben’. Gesundheitsregeln des Mittelalters. In: Ria Jansen-Sieben, Frank Daelemans (Hrsg.): Voeding en geneeskunde/Alimentation et médecine. Acten van het colloquium Brussel […] 1990. Brüssel 1993 (= Archief- en bibliotheekwezen in België. Extranummer 41), S. 95–124.
- Wolfram Schmitt: Theorie der Gesundheit und „Regimen sanitatis“ im Mittelalter. Medizinische Habilitationsschrift Heidelberg 1973; revidierte Buchhandelsausgabe: Medizinische Lebenskunst. Gesundheitslehre und Gesundheitsregimen im Mittelalter. Berlin/Münster 2013 (= Medizingeschichte. Band 5).

### Textausgaben und Übersetzungen
- Regimen sanitatis cum expositione magistri Arnaldi de Villanova Cathellano noviter impressus. Bernardinus Venetus de Vitalibus, Venedig 1480.
- Zacharias Sylvius (Hrsg.): Schola Salernitana, Sive De conservanda Valetudine Praecepta metrica. Den Haag 1683.
- Joh. de Mediolano, Arnaldus de Villanova: Schola Salernitana sive De conservanda valetudine praecepta metrica. Hrsg. von Zacharia Sylvius, Augsburg (Jacob Lotter) 1753.
- Johann Christian Gottlieb Ackermann (Hrsg.): Regimen sanitatis Salerni sive Scholae Salernitanae De conservanda bona valetudine praecepta., Stendal 1790.
- Das Medizinische Lehrgedicht der Hohen Schule zu Salerno (Regimen sanitatis Salerni). Aus dem Lateinischen ins Deutsche übertragen von Paul Tesdorpf und Thérèse Tesdorpf-Sickenberger, unter Beifügung des lateinischen Textes nach Johann Christian Gottlieb Ackermann. Berlin u. a. 1915.
- Gustavo Barbensi (Hrsg.): Regimen Sanitatis Salernitanum. Florenz 1947.
- Rolf Schott: Die Kunst sich gesund zu erhalten: ‚Regimen Sanitatis Salernitanum‘. Deutsche Nachdichtung. Rom 1954.

### Untersuchungen mit Textausgaben
- Christa Hagenmeyer: Das Regimen sanitatis Konrads von Eichstätt. Quellen – Texte – Wirkungsgeschichte. Franz Steiner, Stuttgart 1995 (= Sudhoffs Archiv, Beihefte, Heft 35), ISBN 3-515-06510-5. Vgl. dazu: Konrad Goehl in Würzburger medizinhistorische Mitteilungen. Band 12, 1995, S. 544–547.
- Burghart Wachinger: Erzählen für die Gesundheit: Diätetik und Literatur im Mittelalter. Winter, Heidelberg 2001 (= Schriften der Philosophisch-Historischen Klasse der Heidelberger Akademie der Wissenschaften. Band 23), ISBN 3-8253-1243-7.
- Günter Kallinich, Karin Figala: Das „Regimen sanitatis“ des Arnold von Bamberg. In: Sudhoffs Archiv. Band 56, 1972, S. 44–60.
- Karin Häfner: Studien zu den mittelniederdeutschen Zwölfmonatsregeln. Diss. Med. (Würzburg 1975). Wellm, Pattensen/Han. [1976] (= Würzburger medizinhistorische Forschungen. Band 3), ISBN 3-921456-02-9.
- Gundolf Keil: Das „Regimen duodecim mensium“ der „Düdeschen Arstedie“ und das „Regimen sanitatis Coppernici“. In: Jahrbuch des Vereins für niederdeutsche Sprachforschung. Band 81, 1958, S. 33–48.
- Gundolf Keil: Eine lateinische Fassung von Meister Alexanders Monatsregeln. Bairische Gesundheitsregeln aus dem Ende des 14. Jahrhunderts. In: Ostbairische Grenzmarken. Band 4, 1960, S. 123–138.
- Wolfgang Rohe: Zur Kommunikationsstruktur einiger Heidelberger Regimina sanitatis: Heinrich Münsinger, Erhard Knab, Conrad Schelling. In: Jan-Dirk Müller (Hrsg.): Wissen für den Hof. Der spätmittelalterliche Verschriftungsprozeß am Beispiel Heidelberg im 15. Jahrhundert. München 1994 (= Münstersche Mittelalter-Schriften. Band 67), S. 323–354.
- Manfred Peter Koch (Hrsg.): Das „Erfurter Kartäuserregimen“. Studien zur diätetischen Literatur des Mittelalters. Medizinische Dissertation Bonn 1969, Neudruck Salzburg 1997 (= Analecta Cartusiana. Band 141).